# Gustave Samazeuilh
Pour les articles homonymes, voir Samazeuilh.
Gustave Samazeuilh, né le 2 juin 1877 à Bordeaux et mort le 4 août 1967 à Paris,, est un compositeur et critique musical français.

## Biographie

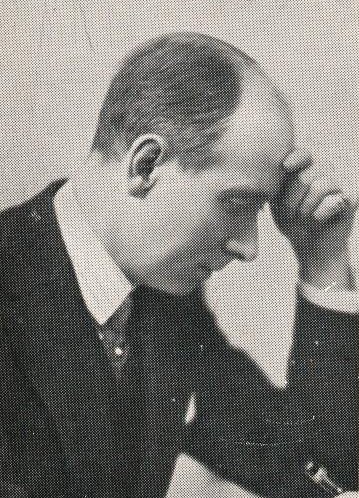
Gustave Samazeuilh en 1930

De famille bordelaise, Gustave est un fils de Fernand Samazeuilh, banquier, et de Marie Elise Lefranc, fille de l'ancien ministre de l'Intérieur Victor Lefranc. Épouse Odette Fouquier et a deux enfants Alyette et Claude.
D'abord élève d'Ernest Chausson, il entre à la Schola Cantorum, en 1900 et travaille avec Vincent d'Indy et Charles Bordes. Il bénéficie également des conseils de Paul Dukas. Il sera proche des musiciens de son temps : Enesco, Fauré, Ravel, Roussel, et l'ami de Richard Strauss.
Gustave Samazeuilh fut compositeur, mais aussi pianiste. En dépit de sa longue carrière, son œuvre, où se mêlent, avec une subtilité d'écriture bien personnelle, influences post-franckistes et réminiscences debussystes, est restée assez mince. Elle date, pour l'essentiel, d'avant la Seconde Guerre mondiale.
Il fut ainsi davantage célèbre comme critique, entre autres à La République française et à La Revue musicale, ou comme musicographe et traducteur. Il a notamment traduit en français le drame musical en trois actes de Richard Wagner, Tristan et Isolde, et fait paraître des études sur Paul Dukas (1913) et Ernest Chausson (1941) ainsi que ses souvenirs musicaux.
Il a écrit, en outre, plus d’une centaine de réductions pour piano d’œuvres de ses contemporains. On lui doit notamment une réduction pour flûte (ou violon) et piano du Prélude à l'après-midi d'un faune de Claude Debussy.
Gustave Samazeuilh fit partie du groupe Collaboration sous l'Occupation. Il participa au « voyage à Vienne organisé par le ministère allemand de la Propagande pour le 150e anniversaire de la mort de Mozart. Goebbels et l’Institut allemand y avaient invité une vingtaine de musicologues, critiques, musiciens et responsables musicaux français, triés sur le volet, à assister, pendant deux semaines et tous frais payés, à une démonstration éclatante du pouvoir culturel du Reich. Parmi eux, Paul-Marie Masson, professeur d’histoire de la musique à la Sorbonne, le spécialiste de Berlioz Adolphe Boschot, les journalistes Robert Bernard et Guy Ferchault, le compositeur et critique Gustave Samazeuilh, Lucien Rebatet, ainsi que des musiciens et compositeurs comme Alfred Cortot et Florent Schmitt. »
Gustave Samazeuilh meurt le 4 août 1967 en son domicile dans le 17e arrondissement de Paris et est inhumé dans un cimetière de Bordeaux.

## Principales œuvres
Piano
- Suite en sol mineur (1902)
- Petites Inventions (1903)
- Naïades, au soir... (1910)
- Le Chant de la mer (1918-1919)
- Nocturne (1938)
- Esquisses (1944-1945)
- Évocation (1947)

Instruments divers
- Sérénade, pour guitare (1903)
- Lamento e Moto perpetuo, pour violon

Musique de chambre
- Fantaisie élégiaque, pour violon et piano (1896-1913)
- Quatuor à cordes en ré mineur (1898-1900)
- Divertissement et Musette, nonette mixte pour vents et cordes (1902)
- Sonate pour violon et piano, en si mineur (1902-1903)
- Prélude pour violon (ou violoncelle) et orgue (ou piano), Durand (1923)
- Chant d'Espagne, pour clarinette (ou violon) et piano (1925)
- Luciole, pour flûte (ou clarinette en si bémol) et piano (v. 1933)
- Suite en trio, pour violon, alto et violoncelle (1937)
- Cantabile et Capriccio, pour quatuor à cordes (1947)
- Deux pièces brèves, pour violon (ou alto) et piano (1948)

Orchestre
- Étude symphonique d’après La Nef d’Élémir Bourges (v. 1905-1906)
- Le Sommeil de Canope (1906-1913), poème vocal-symphonique
- Nuit... (v. 1924), poème symphonique
- Naïades, au soir (orchestration en 1924), poème symphonique
- Le Cercle des heures (1933), poème lyrique sur des vers de Franz Toussaint et recueillis par Sung-Nien-Hsu
- L'Appel de la danse, ballet (1946)

Musique vocale
- Mélodies (Chanson à ma poupée ; Dans la brume argentée ; Feuillage du cœur, Japonerie, La Barque, L'âme des iris, Tendresse, etc.)

## Écrits
- Un musicien français, Paul Dukas (1865-1935), 1936
- Gustave Samazeuilh, Musiciens de mon temps : Chroniques et souvenirs, Paris, Éditions Marcel Daubin, 1947, 430 p. regroupant des textes de 1925 à la fin de la Seconde Guerre mondiale

## Discographie
- Complete piano works (Intégrale de l'œuvre pour piano). Olivier Chauzu. Grand Piano (GP669), mars 2015. Choc de Classica
- Musique pour piano - Le Chant de la mer : Marie-Catherine Girod (CD : 3D Classics 3D 8020)
- Musique pour piano - Stéphane Lemelin (CD : Atma Classique ACD22210)
- Instruments divers - Sérénade : Kazuhito Yamashita, guitare (CD : Crown CRCC-29)
- Musique de chambre - Fantaisie élégiaque pour violon et piano : Jean-Samuel Bez, violon ; Jean-Luc Therrien, piano (CD : Klarthe Records KLA148) - Sonate pour violon et piano : Andrew Hardy, violon ; Uriel Tsachor, piano (CD : Musique en Wallonie MEW 0528) - Chant d'Espagne : Yehudi Menuhin, violon ; Louis Persinger, piano (CD : Biddulph Records LAB031) - Lamento e Moto perpetuo : Zino Francescatti, violon (DVD : EMI Classics 99692) - Quatuor à cordes : Quatuor Joachim (CD : Calliope CAL 9889) - Divertissement et Musette, nonette : Chamber Music Palm Beach (CD : Klavier KCD-11120)
- Musique pour orchestre - Nuit, poème symphonique : Orchestre du Conservatoire de Paris, Charles Munch (CD : A Classical Record W 70018)